# Genuine (album)
Genuine è il primo album in studio della cantante statunitense Stacie Orrico, pubblicato il 29 agosto 2000 dalla Forefront.

## Tracce
1. Ride – 3:04 (Michael-Anthony Taylor)
2. Don't Look at Me – 3:36 (Stacie Orrico, Mark Heimermann)
3. 0.0 Baby – 3:00 (Dan Needham, Scott Faircloth, Michael-Anthony Taylor)
4. Without Love – 4:53 (Eddie DeGarmo, Tasia Tjornhom)
5. Stay True – 3:18 (Mark Heimermann, Charity)
6. Kum-Ba-Ya (Interlude) – 0:09
7. Genuine – 5:00 (Stacie Orrico, Tedd Tjornhom, Britt Huston)
8. With a Little Faith – 3:51 (David Wyatt, Lisa Kimmey, Michael Quinlan)
9. My Name (Interlude) – 0:28
10. So Pray – 3:58 (Michael-Anthony Taylor)
11. Holdin' On – 3:51 (Bob Farrell, Michael Quinlan)
12. Restore My Soul – 5:06 (Ken Harrell)
13. Confidant – 3:31 (Mark Heimermann, Charity)
14. Everything – 5:23 (Michael-Anthony Taylor)
15. Replay (Interlude) – 0:11
16. Dear Friend – 4:25 (Stacie Orrico)

## Classifiche
| Classifica (2000) | Posizione massima |
| ----------------- | ----------------- |
| Stati Uniti       | 103               |